# Forum pour une mondialisation responsable
Le Forum pour une mondialisation responsable est une rencontre internationale qui s'est tenue à Lyon, en France, du 25 au 28 octobre 2006.
Il a pour mission d'offrir un lieu d'échanges, de confrontations et de capitalisation autour des innovations économiques et sociales. Il sera aussi un lieu de propositions en faveur de nouveaux modes de concertation et de dynamiques de coopération entre les entreprises, syndicats, universitaires, responsables publics et acteurs de la société civile des différentes régions du monde.
Ses objectifs sont :
1. Faire émerger des idées et des axes de réflexion nouveaux sur les enjeux de la mondialisation à partir d'un débat constructif entre acteurs et institutions.
2. Dégager des pistes de travail et des orientations pouvant inspirer les politiques publiques et les pratiques des acteurs.
3. Créer des dynamiques de coopération entre acteurs et entre territoires des différentes régions du monde sur des démarches d'innovation économique et sociale.
4. Constituer un pôle d'excellence associant l'enseignement, la recherche et les expérimentations des acteurs dans le domaine de l'innovation socio-économique.

À l'origine du projet, le forum portait le nom de "forum international économique et social", la volonté de ses créateurs étant de le placer « entre Davos et Porto Alegre » (selon les termes du maire de Lyon Gérard Collomb).

## Organisateurs
Le forum a été organisé par Le Grand Lyon, le Conseil régional de Rhône-Alpes, et la Fondation scientifique de Lyon. 
Dans le comité d'orientation, on retrouve des personnalités comme Bernard Brunhes, Gustave Massiah (CRID), Patrick Viveret, Henri Rouillé d'Orfeuil (Coordination SUD) et des représentants d'organisations telles que la Confédération européenne des syndicats, Amnesty International, Économie et humanisme, Lasaire.
Dans le comité de parrainage, présidé par Jacques Delors, on retrouve François Chérèque, Raymond Barre, Pascal Lamy, John Monks, Michel Rocard, Edgar Morin, Louis Schweitzer, Bernard Thibault, Abdoulaye Wade, Alain Mérieux, Carlo Parietti, etc

## Participants
Plus de 2 000 personnes y ont participé, dont plus de 180 intervenants, parmi lesquels :
- des chefs d'entreprises
- des dirigeants syndicaux
- des responsables politiques
- des représentants d'ONG et du monde associatif
- des chercheurs issus de monde universitaire ou de think tanks
- des représentants d'institutions internationales
- des étudiants